# Uyugan
Uyugan là một đô thị hạng 6 ở tỉnh Batanes, Philippines. Theo điều tra dân số năm 2015, đô thị này có dân số 1.297 người trong.

## Các đơn vị hành chính
Về mặt hành chính, đô thị này được chia thành 4 khu phố (barangay).
- Kayvaluganan (Pob.)
- Imnajbu
- Itbud
- Kayuganan (Pob.)